# Coua berthae
Coua berthae ist eine ausgestorbene Vogelart aus der Gattung der Seidenkuckucke (Coua). Das Artepitheton ehrt die madagassische Primatologin Berthe Rakotosamimanana, ehemalige Direktorin des Laboratoire d’Anthropologie in Antananarivo, die für viele Jahre Forschern und Studenten bei ihrer zoologischen und paläontologischen Feldarbeit hilfreich zur Seite stand.

## Entdeckungsgeschichte
Bereits 1911 entdeckte Alfred Grandidier bei Apasambazimba einen kompletten Tarsometatarsus. Dieser Knochen befindet sich in der Academie Malgache und wird heute als Paratypus klassifiziert. Der Holotypus, eine linke Beckenhälfte, wurde 1983 in der Grotte d’Anjohibe bei Andranoboka zu Tage gefördert.

## Merkmale
Aufgrund der Länge der Beckenhälfe von 68,2 mm und des Tarsometatarsus von 92,9 mm geht man davon aus, dass Coua berthae die größte Art der Seidenkuckucke repräsentierte. Aus dem Vergleich der Beckenlängen von vier rezenten Seidenkuckuckarten wurde mittels linearer Regression ein geschätztes Minimalgewicht von 740 g errechnet.  Angesichts der Tatsache, dass alle Seidenkuckuckarten proportional kleine Flügelknochen haben, ist anzunehmen, dass Coua berthae kein guter Flieger war.

## Aussterben
Coua berthae ist im Holozän ausgestorben. Der genaue Aussterbezeitpunkt und die Ursache sind unbekannt.